# D・J・ホグ
- ディー・ジェイ・ホグ

デニス・エドワード・ホグ・ジュニア（Dennis Edward Hogg Jr., 1996年9月3日 - ）は、アメリカ合衆国オハイオ州コロンバス出身のプロバスケットボール選手。B.LEAGUEの千葉ジェッツふなばしに所属している。ポジションはスモールフォワード。

## 経歴

### カレッジ
テキサスA&M大学に進学し、1年目の2015-16シーズンは平均6.2得点、2.9アシストを記録。チームはNCAAトーナメントでスイート・シックスティーンに進出した。
2016-17シーズンは平均12.0得点、5.1リバウンド、3.4アシストを記録した。
2017-18シーズンは平均11.1得点、5.3リバウンド、2.6アシストを記録。NCAAトーナメントでは2回戦で前年優勝のノースカロライナ大学に勝利した。シーズン終了後、2018年のNBAドラフトにアーリーエントリーした。

### NBAGリーグ
2018年のNBAドラフトでは指名がなく、ドラフト後にニューオーリンズ・ペリカンズの一員としてサマーリーグに参加した。2018年10月10日にフィラデルフィア・76ersと契約したが2日後に解雇され、NBAGリーグのデラウェア・ブルーコーツへ送られた。
2019年9月にトレードでウィスコンシン・ハードへ移籍した。
2021年2月、3月はレイクランド・マジックでプレーした 。

### ショレ・バスケット
2021年8月にオーランド・マジックの一員としてサマーリーグに参加した後、LNBのショレ・バスケットと契約した。

### NBL
2022年7月12日にNBLのケアンズ・タイパンズと契約した。
2023年5月26日にシドニー・キングスと契約した。

### 千葉ジェッツふなばし
2024年7月9日にB.LEAGUEの千葉ジェッツふなばしと契約した。